# Heinrich Lanz AG

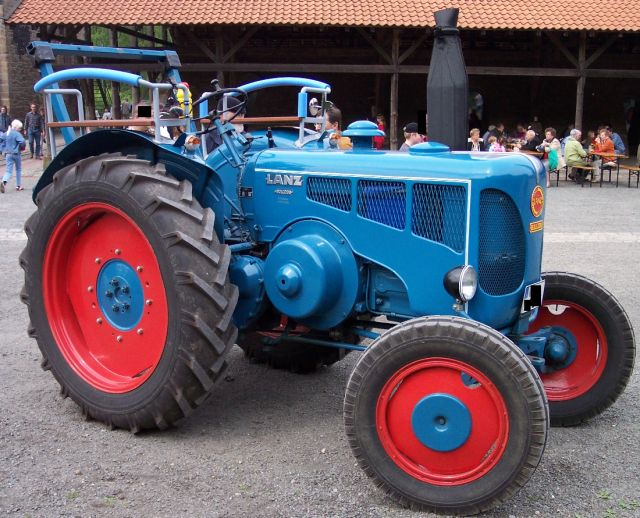
Lanz Bulldog D4016

Heinrich Lanz AG var en tysk traktortillverkare. Bolaget var mest känt för Lanz Bulldog. Bolaget köptes upp av John Deere 1956.
Lanz Bulldog var ett traktormärke som tillverkades 1921–1957 av Heinrich Lanz AG i Mannheim. Modellen var en viktig del i motoriseringen av det tyska jordbruket. Namnet blev synonymt med traktorer och används fortfarande som ord för traktor i delar av Tyskland.
Namnet Bulldog kommer från att de första modellernas motorer liknade ansiktet hos en bulldog. Den första modellen HL12 visades på DLG i Leipzig 1921. Modellen framgång låg i enkelhet och robustheten. Grundstenen för traktorn låg i motorn som utvecklades och användes för att driva sågar, kvarnar och skördemaskiner.